# Sędów (powiat opoczyński)
Sędów – wieś w Polsce położona w województwie łódzkim, w powiecie opoczyńskim, w gminie Białaczów.
W latach 1975–1998 miejscowość należała administracyjnie do województwa piotrkowskiego
Wierni kościoła rzymskokatolickiego należą do parafii św. Jana Chrzciciela w Białaczowie.